# Trevor Blokdyk
John Trevor Blokdyk (* 30. November 1935 in Krugersdorp; † 19. März 1995 in Hekpoort) war ein südafrikanischer Speedway-Meister und Autorennfahrer.

## Karriere
In seinen jungen Jahren war Blokdyk mehrmals südafrikanischer Speedway-Meister, ehe er Anfang der 1960er Jahre erstmals nach Europa kam, um in der Formel Junior zu starten. Als die Erfolge ausblieben kehrte er für ein Jahr nach Südafrika zurück, um dort nationale Rennen zu bestreiten. Schon ein Jahr später sah man ihn wieder auf europäischen Rennpisten. Blokdyk, der ein schneller und fairer Fahrer war, engagierte sich erneut in der Formel Junior. Er wurde zweiter bei den Rennen in Nogaro und Caserta.
Blokdyk finanzierte sich seinen Rennen aus der eigenen Tasche und konnte selten eine ganze Saison bestreiten. Mehrmals wechselte er bis spät in die 1960er Jahre zwischen Europa und Südafrika. Er fuhr lange in der Formel 3, hatte seine stärkste Saison 1965, als er um die Gesamtführung mitkämpfte, bis ihn ein schwerer Unfall in Alpi für drei Monate außer Gefecht setzte.
Blokdyk versuchte sich auch zweimal in der Automobil-Weltmeisterschaft. Jeweils beim Großen Preis von Südafrika fuhr er 1963 und 1965 einen privaten Cooper. 1963 wurde er Zwölfter, 1965 schaffte er aber die Qualifikation nicht. Er fuhr noch bis Mitte der 1970er Jahre Rennen in seinem Heimatland und verdiente sich nach seinem Rücktritt sein Geld als Farmer. Der in Südafrika populäre Fahrer starb im Alter von 59 Jahren an einem Herzinfarkt.

## Statistik

### Statistik in der Automobil-Weltmeisterschaft
Diese Statistik umfasst alle Teilnahmen des Fahrers an der Automobil-Weltmeisterschaft, die heutzutage als Formel-1-Weltmeisterschaft bezeichnet wird.

#### Gesamtübersicht
| Saison | Team            | Chassis    | Motor           | Rennen | Siege | Zweiter | Dritter | Poles | schn. Rennrunden | Punkte | WM-Pos. |
| ------ | --------------- | ---------- | --------------- | ------ | ----- | ------- | ------- | ----- | ---------------- | ------ | ------- |
| 1963   | Scuderia Lupini | Cooper T51 | Maserati 1.5 L4 | 1      | −     | −       | −       | −     | −                | −      | −       |
| Gesamt | Gesamt          | Gesamt     | Gesamt          | 1      | −     | −       | −       | −     | −                | −      |         |

#### Einzelergebnisse
| Saison | 1 | 2 | 3 | 4 | 5 | 6 | 7 | 8 | 9  | 10 |
| ------ | - | - | - | - | - | - | - | - | -- | -- |
| 1963   |   |   |   |   |   |   |   |   |    |    |
|        |   |   |   |   |   |   |   |   | 12 |    |
| 1965   |   |   |   |   |   |   |   |   |    |    |
| DNQ    |   |   |   |   |   |   |   |   |    |    |

| Legende  | Legende            | Legende                                                          |
| Farbe    | Abkürzung          | Bedeutung                                                        |
| -------- | ------------------ | ---------------------------------------------------------------- |
| Gold     | –                  | Sieg                                                             |
| Silber   | –                  | 2. Platz                                                         |
| Bronze   | –                  | 3. Platz                                                         |
| Grün     | –                  | Platzierung in den Punkten                                       |
| Blau     | –                  | Klassifiziert außerhalb der Punkteränge                          |
| Violett  | DNF                | Rennen nicht beendet (did not finish)                            |
| Violett  | NC                 | nicht klassifiziert (not classified)                             |
| Rot      | DNQ                | nicht qualifiziert (did not qualify)                             |
| Rot      | DNPQ               | in Vorqualifikation gescheitert (did not pre-qualify)            |
| Schwarz  | DSQ                | disqualifiziert (disqualified)                                   |
| Weiß     | DNS                | nicht am Start (did not start)                                   |
| Weiß     | WD                 | zurückgezogen (withdrawn)                                        |
| Hellblau | PO                 | nur am Training teilgenommen (practiced only)                    |
| Hellblau | TD                 | Freitags-Testfahrer (test driver)                                |
| ohne     | DNP                | nicht am Training teilgenommen (did not practice)                |
| ohne     | INJ                | verletzt oder krank (injured)                                    |
| ohne     | EX                 | ausgeschlossen (excluded)                                        |
| ohne     | DNA                | nicht erschienen (did not arrive)                                |
| ohne     | C                  | Rennen abgesagt (cancelled)                                      |
| ohne     | keine WM-Teilnahme |                                                                  |
| sonstige | P/fett             | Pole-Position                                                    |
| sonstige | 1/2/3/4/5/6/7/8    | Punktplatzierung im Sprint-/Qualifikationsrennen                 |
| sonstige | SR/kursiv          | Schnellste Rennrunde                                             |
| sonstige | *                  | nicht im Ziel, aufgrund der zurückgelegten Distanz aber gewertet |
| sonstige | ()                 | Streichresultate                                                 |
| sonstige | unterstrichen      | Führender in der Gesamtwertung                                   |